# 谢宛谕
谢宛谕（1982年1月24日—），新加坡影视女演员，曾是新傳媒七公主之一。
18岁之龄出道，新传媒七公主成员。以电视剧《成长水月》的护士一角和《我爱精灵》的“小精灵”两角为代表作。有“性感宝贝”的美誉。平面模特儿出身，后进入演艺界。2001年荣获了红星大奖最受欢迎新人、十大最受欢迎女艺人，同时也入围了最佳喜剧演员。以新人姿态创下了纪录，成了当年入围最多奖项的女艺人。前新传媒艺人。

## 星路历程
2000年，谢宛谕以《成长水月》（Growing Up）的角色深受好评，获得了新傳媒私人有限公司的艺人合约。从此开始了她的演艺生涯。
2001年在实况剧《我爱精灵》中饰演青春、可爱的小精灵，开朗的个性奠定了她在观众心目中的地位，而《我爱精灵》收视创新，深受好评。隔年便拍摄了第二系列。才华洋溢的她，跨界到了主持界，和电影界。主持了新加坡最长寿综艺节目城人杂志，和在电影《一脚踢》One Leg Kicking 当中“客串”演出。
2002年在《爱，无国界》(合辑) 演唱了“收获”。
2003年拍摄了她的第一部中文电视剧《家在大巴窑》，与新传媒阿哥李南星、戏剧女皇黄碧仁、黄奕良演出对手戏。 
2004年接任了生平第一个第一女主角的角色。在《真心密语》当中，与新加坡影帝陈汉伟，小生戚玉武携手演出。真心密语同时也入围了2004年红星大奖最佳电视剧奖项。宛谕以开朗的性格，获得了偶像剧《任我遨游》当中的一角，与当红偶像颜行书、Toro、小乔和新传媒偶像级人物戚玉武、欧萱、陈靓瑄、刘芷绚大斗人气。
2005年演出了《爱的掌门人》。当中，宛谕演活了“蒋如心”。宛谕也在该年获得了“新加坡最性感女星”票选第一名。
2006年拍摄的电视剧《钻石情缘》的谢宛谕，挑起了反派角色，也在该年再度荣获失去以久的红星大奖10大最受欢迎女艺人。
2007年拍摄了偶像神话剧《凡间新仙人》。
2008年，谢宛谕所拍摄的电视剧《一房半厅一水缸》成为了年度最高收视率电视剧的前三名。同时，由他所参于的电影《第一誡》，在亚洲地区如：新加坡、马来西亚、香港等，创下了票房纪录。
2009年，她不但受邀电影《龙．拳》女主角，还获得了新传媒年度戏剧大制作《当我们同在一起》的第二女主角。宛谕将与小生戴阳天、黄俊雄和同属新传媒七公主的欧萱同场飙戏。但基于私人原因，谢宛谕必须退出《当我们同在一起》的演出。谢宛谕退出台庆剧的消息则让她连续两天登上了各大媒体的版面，八卦不断。有人说，谢宛谕因为不满得和欧萱演出，所以推出了该剧。更有人说，谢宛谕是因为身体不适，无法继续演出该剧。
Fiona将接任她该年的第一部综艺节目，《万里香》。这也将代表Fiona之前被指“怀孕”和“辞职”的传言权属虚构。
2009年9月2日，谢宛谕被传和新传媒解约，辞职了。但，这报道很快的，又被另一章报道给推翻。
谢宛谕虽然没在新加坡，但是综艺节目的要约却不断，收到《我行我宿》节目的要约，年底将启程到韩国体验“冬季”。这节目也将邀请新传媒七公主的瑞恩和陈靓瑄，以及新人周颖出过体验“春、夏、秋”。
2009年12月，谢宛谕向本地两大杂志宣称它已经向公司递上辞呈，把原本艺人合约，改成了艺人部头约。
2010年，谢宛谕虽已向新传媒提出辞呈，但节目要约依然不断。高层受访时表示 “对于和宛谕的合作仍然非常乐观，观众也有可能会继续在电视上看见Fiona的演出。”
2011年，在辞演2009年年度戏剧大制作《当我们同在一起》之后首次回返新加坡出席由8 Days所主办的Shirtless Guys选拔赛，并担任宣传大使。同時在电影《金童玉女》中担任女主角。
2016年，再次回到新傳媒，在新劇Left Behind (英文戲劇)擔任第一女主角，飾演心理醫生。

## 戏剧节目
- 2000年
  - 鬼马家族 PCK Pte Ltd
  - 成长岁月V Growing Up V

- 2001年
  - 战争日记 A War Diary
  - 大酒店 The Hotel
  - 我爱精灵 My Genie

- 2002年
  - 我爱精灵2 My Genie II

- 2003年
  - 家在大巴窑 Home In Toa Payoh
  - 一切由慎开始2 Health Matters II

- 2004年
  - 真心密语 Room In My Heart
  - 任我遨游 The Champion

- 2005年
  - 爱的掌门人 Love Concierge

- 2006年
  - 我爱鬼妹 Maggie & Me (英语戏剧)
  - 钻石情缘 The Enchanted Life

- 2007年
  - 凡间新仙人 Happily Ever After
  - 我爱鬼妹2 Maggie & Me II (英语戏剧)

- 2008年
  - 一房半厅一水缸 Just In Singapore
  - Calefare (英语戏剧)
  - Sense of Home: Shanghai (英语戏剧)

- 2009年
  - Serves You Right (英语戏剧)
  - Sayang Sayang II (英语戏剧) - 客串

- 2016年
  - Left Behind (英语戏剧)

- 2018年
  - 天之傲子

## 综艺节目
- 2001
  - 普威之夜 PCS Nite
  - 成人杂志 City Beat

- 2002
  - 成人杂志 City Beat

- 2003
  - 成人杂志 City Beat
  - Tiger 寻美食 Tiger Food Adventure
  - 小小儿戏 Innocent Moments

- 2005
  - 好摄2人组 Say Cheez
  - Coffee Talk & Hawker Woks (英语综艺)
  - 想.得.美. Pretty Women
  - CyberGames WCG 2005 (英语综艺)
  - Coffee Talk & Hawker Woks(Season 2) (英语综艺)

- 2006
  - 周末万岁 Weekend Escapade
  - Coffee Talk & Hawker Woks(Season 3) (英语综艺)

- 2007
  - 风行一时代 Seamingly Singapore
  - 校园SuperStar 2 Campus SuperStar 2
  - 校花校草追赶跑 Hey! Gorgeous

- 2008
  - 八方祥瑞鼠来宝 Lunar New Year 2008
  - 唯我独尊 U Are The One
  - Lonely Planet Bluelist: Best In Asia 寂寞星球 - 亞洲一人前 (英语综艺)

- 2009
  - 都是大发现 3 On the Beat III - 嘉宾主持
  - 万里香 Singapore Flavours

- 2010
  - 太自由 Funtastic
  - 我行我宿 Lodge With Me

## 电影
- 2001
  - 一脚踢 One Leg Kicking

- 2005
  - 天使…我爱你 P.S … I Luv U

- 2008
  - 第一戒 Rule #1

- 2011
  - 龙。拳 Fist Of the Dragon

- 2012
  - 金童玉女

- 2018
  - 瘋狂亞洲富豪

## 奖项
- 2001
  - 红星大奖2001 - 最佳新人
  - 红星大奖2001 - 十大最受欢迎女艺人
  - （入围）红星大奖2001 - 最佳戏剧演员（我爱精灵）

- 2002
  - 红星大奖2002 - 最受欢迎女艺人（前16强）

- 2003
  - 红星大奖2003 - 最受欢迎女艺人（前14强）

- 2004
  - 红星大奖2004 - 最受欢迎女艺人（前14强）

- 2005
  - 红星大奖2005 - 最受欢迎女艺人（前14强）
  - FHM杂志票选年度最性感女星

- 2006
  - 红星大奖2006 - 十大最受欢迎女艺人
  - FHM杂志票选年度最性感女星（前10强）

- 2007
  - 红星大奖2007 - 最受欢迎女艺人（前14强）
  - 红星大奖2007 之 戏剧情牵25 - 经典场面；与欧萱，陈靓瑄，小乔共享
  - （入围）红星大奖2007 之 戏剧情牵25 - 我最喜爱女艺人
  - （入围）红星大奖2007 之 戏剧情牵25 - 我最喜爱银幕玉女掌门人
  - （入围）亚洲电视大奖2007 - 最佳喜剧女演员（我爱鬼妹）
  - FHM杂志票选年度最性感女星（前5强）

- 2008
  - FHM杂志票选年度最性感女星（前5强）
  - 8频道跨年派队 - 我最喜爱电视女角色（林秀明；一方半厅一水缸）

- 2009
  - 红星大奖2009 - 最受欢迎女艺人（前14强）
  - FHM杂志票选年度最性感女星（前20强）
  - The New Paper - Shocker of the Year

- 2010
  - （入围）新加坡e乐大赏2010 - e乐人气本地女演员
  - （入围）新加坡e乐大赏2010 - 《晚报e乐》劲爆新闻

## 相关网页
- 谢宛谕的Instagram帳戶
- 谢宛谕的新浪微博
- 谢宛谕的X（前Twitter）
- Fiona Xie 谢宛谕 MediaCorp Artiste

| 前任： 許振榮 | 红星大奖 最佳新人 2001年 | 繼任： 歐 萱 |